# جاده موگانشان
جاده موگانشان (به لاتین: 50 Moganshan Road) یک منطقهٔ مسکونی در جمهوری خلق چین است که در شانگهای واقع شده‌است.

## نگارخانه

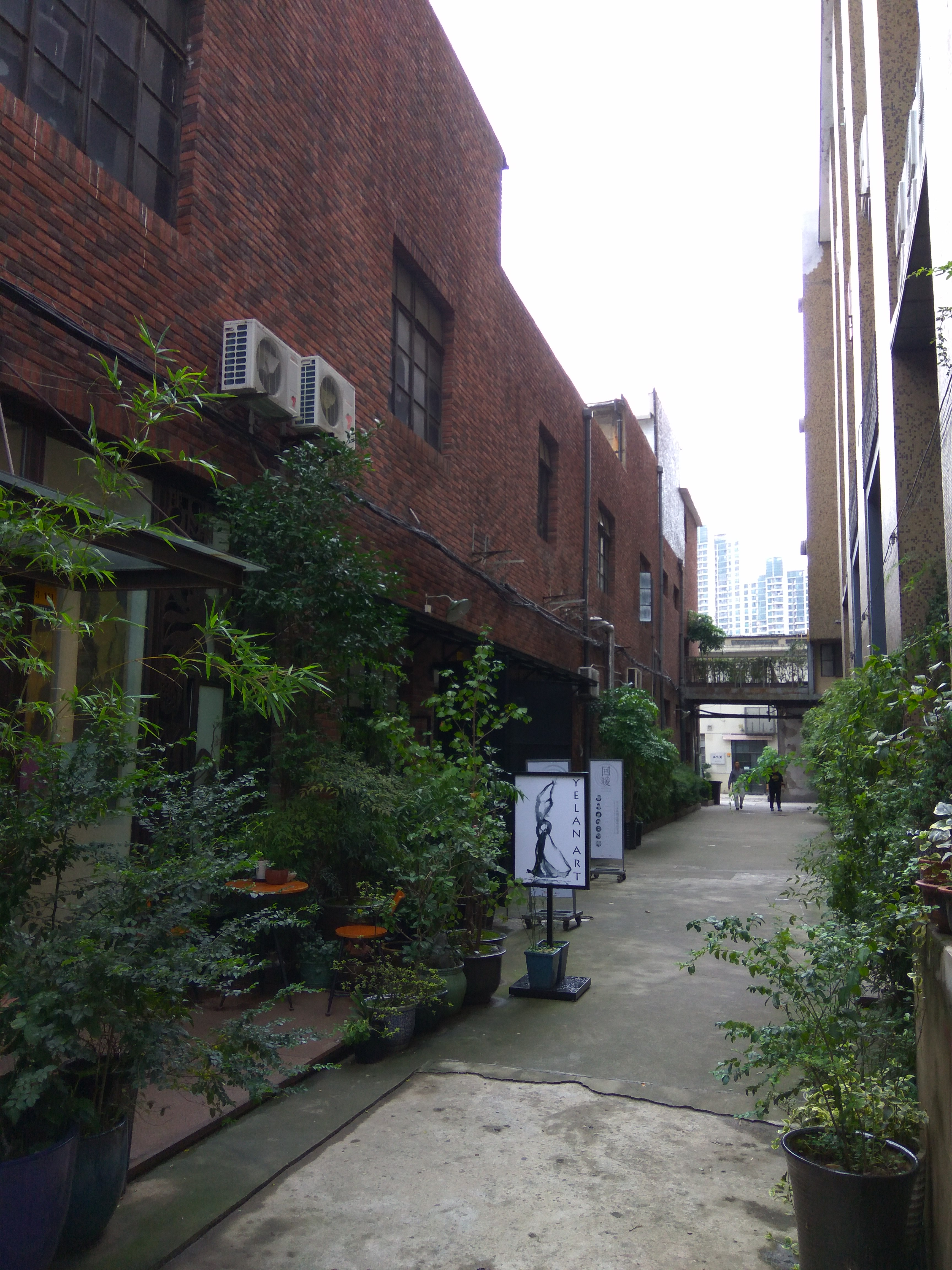
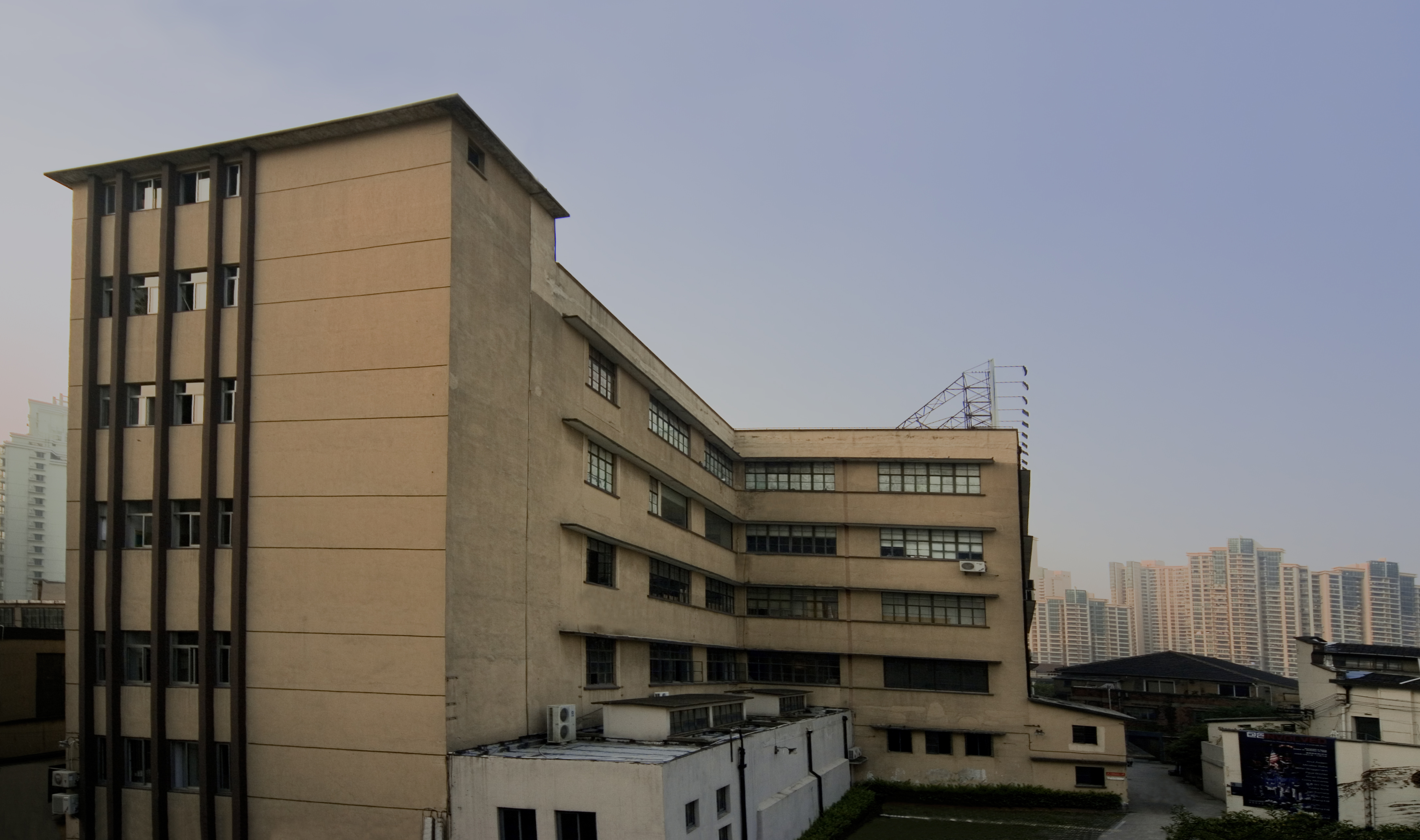